# Maraszczanka (rejon złoczowski)
Maraszczanka (ukr. Маращанка) – wieś na Ukrainie w rejonie złoczowskim obwodu lwowskiego.
Do 2020 w rejonie buskim. 